# Валя Дудич Лупеску
Валя Дудич Лупеску (англ. Valya Dudycz Lupescu, нар. 4 лютого 1974) — американська письменниця українського походження.

## Біографія
Валя Дудич Лупеску є представницею другого покоління українських емігрантів, народилася в родині американського політичного діяча українського походження, сенатора штату Іллінойс — Дудича Володимира. Батьки Валі виховували доньку за українськими традиціями: дівчинка ходила до суботньої української школи, танцювала в українському гуртку. До трьох років розмовляла лише українською.
Здобула ступінь бакалавра в Університеті Де Поля, а згодом ступінь магістра в Школі інституту мистецтв Чикаго. Викладала в Університеті Де Поля, Університеті Лойола та Колумбійському коледжі в Чикаго.
Лупеску є членом ради директорів Чиказької асоціації письменників та була однією із засновників Чиказької літературної зали слави. Перша церемонія Чиказької літературної зали слави відбулася 20 листопада 2010 року в Північно-східному університеті Іллінойсу. Валя Дудич Лупеску тоді займала посаду директора з планування для цього заходу, де було внесено до зали слави таких осіб, як: Сол Беллоу, Гвендолін Брукс, Річард Райт, Нельсон Олгрен, Лоррейн Хенсберрі та Стадс Теркел.

## Особисте життя
Валя Дудич Лупеску розлучена і живе в Чикаго, зі своїм хлопцем письменником Стівеном Х. Сегалом та трьома дітьми — двома доньками і сином.